# Paolo Boselli
Paolo Boselli, född 8 juni 1838 i Savona, död 10 mars 1932 i Rom, var en italiensk politiker.
Boselli studerade juridik i Turin samt blev 1870 ledamot av den permanenta finanskommittén och av deputeradekammaren, där han anslöt sig till högra centern. År 1881 blev han president i det huvudsakligen genom hans bemödanden nyskapade rådet för handelsflottan. Under perioden augusti 1887 till februari 1891 var han undervisningsminister i Francesco Crispis första kabinett och december 1893 till mars 1896 finansminister i hans andra samt tillhörde som skattkammarminister maj 1899 till juni 1900 kabinettet Luigi Pelloux. Han var februari till maj 1906 undervisningsminister i Sidney Sonninos ministär, i maj 1915 ordförande i det utskott, som till styrkte Italiens deltagande i första världskriget, samt juni 1916 till oktober 1917 ministerpresident. År 1921 blev han senator på livstid.
Boselli författade bland annat en biografi över Lorenzo Pareto och Le droit maritime en Italie (1885) samt en serie smärre nationalekonomiska skrifter, Discorsi e scrilti vari (1888).